# Momčilo Krajišnik
Momčilo Krajišnik (20. ledna 1945 – 15. září 2020 Banja Luka) byl někdejší významný vůdce bosenských Srbů, blízký spolupracovník Radovana Karadžiće. V červenci 1991 spolu s ním a Biljanou Plavšićovou zakládal Srbskou demokratickou stranu.
Mezinárodní trestní tribunál v Haagu jej za jeho roli v balkánském konfliktu odsoudil ke 20 letům odnětí svobody, z nichž si odpykal dvě třetiny. Propuštěn byl v roce 2013.

## Život
Krajišnik zastával v letech 1990–1992 funkci předsedy parlamentu bosenské Republiky srbské. Od června do prosince 1992 byl členem rozšířeného předsednictva země.
Po skončení války v Bosně byl v letech 1996–1998 zvolen zástupcem Srbů v Předsednictvu Bosny a Hercegoviny.
V dubnu 2000 byl zatčen, neboť čelil mj. obvinění z genocidy, zločinů proti lidskosti nebo porušení válečných zákonů a zvyklostí. Po šestiletém procesu u Mezinárodního trestního tribunálu pro bývalou Jugoslávii byl za podíl na vyhnání více než 100 tisíc bosenských Muslimů a Chorvatů během války nejprve odsouzen ke 27 letům vězení. Účast na vraždění nesrbského obyvatelstva se mu nepodařilo prokázat.
Proti rozsudku se odvolal; trest mu byl poté snížen na 20 let. Po dvou třetinách této doby byl 31. srpna 2013 propuštěn na svobodu. Ve městě Pale jej tehdy vítaly asi tři tisíce lidí, kteří zpívali srbské vlastenecké písně.